# なとりりんくうタウン
なとりりんくうタウンは、宮城県名取市にある仙台空港臨空都市の愛称である。仙台東部道路をはさんで、同市中心部に近い西側の「杜せきのした」（もりせきのした）と、東側の「美田園」（みたぞの）の両地区により構成される。
「美田園」地区の北側に造成された美田園北団地についても合わせて記述する。

## 地区構成
- 杜せきのした団地（地図 - Google マップ、仙塩広域都市計画「名取市関下土地区画整理事業」）
  - 面積は69.46 ha。
  - 仙台空港鉄道杜せきのした駅を中心に開発された従来の市街地に隣接している地区。
  - 高次都市機能拠点都市としての役割が期待され，名取市関下土地区画整理組合（平成23年1月解散）が事業主体となって，地区開発が進められた。
  - イオンモール名取などが立地している。
- 美田園団地（地図 - Google マップ、仙塩広域都市計画「名取市下増田臨空土地区画整理事業」）
  - 面積は114.54 ha。
  - 仙台空港鉄道美田園駅を中心に開発された仙台空港に隣接している地区。
  - ゲートウェイセンター地区としての役割が期待され，名取市下増田臨空土地区画整理組合が事業主体となって，地区開発が進められている。
  - 2013年（平成25年）宮城県美田園高等学校を中心とした教育施設「まなウェルみやぎ」が設置される予定。
- 美田園北団地（地図 - Google マップ、名取市下増田地区防災集団移転促進事業[1]）
  - 面積は約6.5 ha（低層住宅地区約5.1ha＋公営集合住宅地区約1.4ha）[2]。
  - 東北地方太平洋沖地震（東日本大震災）に伴う津波によって被災した、名取市沿岸部の北釜・広浦・杉ケ袋北・杉ケ袋南の4地区からの集団移転先[1]。

## 年表
- 1994年（平成6年）4月 - 「仙台空港臨空都市整備基本構想」を策定[3]。
- 1996年（平成8年） - 宮城県が「仙台空港臨空都市整備基本計画」を策定。
- 2002年（平成14年）12月5日 - 仙台空港アクセス鉄道事業が着工。
- 2004年（平成16年） - 名取市関下・下増田両地区の土地区画整理事業が着工。
- 2007年（平成19年）
  - 2月28日 - ダイヤモンドシティ・エアリ（現・イオンモール名取）が開業。
  - 3月18日（日）
    - 仙台空港鉄道仙台空港線（運行系統名：仙台空港アクセス線）開業。
    - 仙台空港臨空都市「なとりりんくうタウン」のまちびらきが行われた。
- 2011年（平成23年）3月11日 - 東北地方太平洋沖地震（東日本大震災）が発生。
- 2012年（平成24年）2月4日 - 名取市閖上・下増田の両地区で被災した24店舗および7事業所が集まった、復興商店街（仮設店舗）「閖上さいかい市場」が美田園7丁目1-1に開店[4][5][6]。
- 2013年（平成25年）10月28日 - 美田園団地の北側隣接地（下増田字前田および飯塚）において、「下増田地区防災集団移転促進事業移転先団地」造成工事の着工式が行われた[1]。同地は「美田園北」と命名された[1]。
- 2015年（平成27年）12月20日 - 当地に最寄となる仙台東部道路・名取中央スマートIC（2017年3月供用予定）の着工式が行われた[7]。

## 交通

### 鉄道
- 仙台空港鉄道 (SAT) 仙台空港線：杜せきのした駅および美田園駅
  - 運行系統による名称は仙台空港アクセス線であり、JR名取駅からJR東北本線に乗り入れる形で、JR仙台駅とJR/SAT仙台空港駅との間を直通運転している。仙台駅から18～21分。仙台空港駅へは3～7分。

年度別一日平均乗車人員の推移（単位：人/日）

### バス
- 名取市乗合バス「なとりん号」

### 高速・有料道路
- 仙台東部道路
  - 名取インターチェンジまでおよそ10分
  - 仙台空港インターチェンジまでおよそ10分